# Saint-Ulphace
Saint-Ulphace település Franciaországban, Sarthe megyében. Lakosainak száma 223 fő (2022. január 1.). Saint-Ulphace Théligny, Saint-Bomer, La Bazoche-Gouet, Gréez-sur-Roc és Authon-du-Perche községekkel határos.

## Népesség
A település népessége az elmúlt években az alábbi módon változott:
| Lakosok száma | 244  | 231  | 232  | 225  | 224  | 224  | 223  | 222  | 223  |
|               | 2013 | 2015 | 2016 | 2017 | 2018 | 2019 | 2020 | 2021 | 2022 |